# Pilditch Stadium
Het Pilditch Stadium is een multifunctioneel stadion in Pretoria, een stad in Zuid-Afrika. 
In het stadion is plaats voor 20.000 toeschouwers. Het stadion wordt gebruikt voor atletiekwedstrijden en voetbalwedstrijden. Het wordt gebruikt door het tweede elftal van Supersport United FC en Garankuwa United FC.